# Hazardia squarrosa
Hazardia squarrosa là một loài thực vật có hoa trong họ Cúc. Loài này được (Hook. & Arn.) Greene mô tả khoa học đầu tiên năm 1894.